# Zempléni Tájvédelmi Körzet

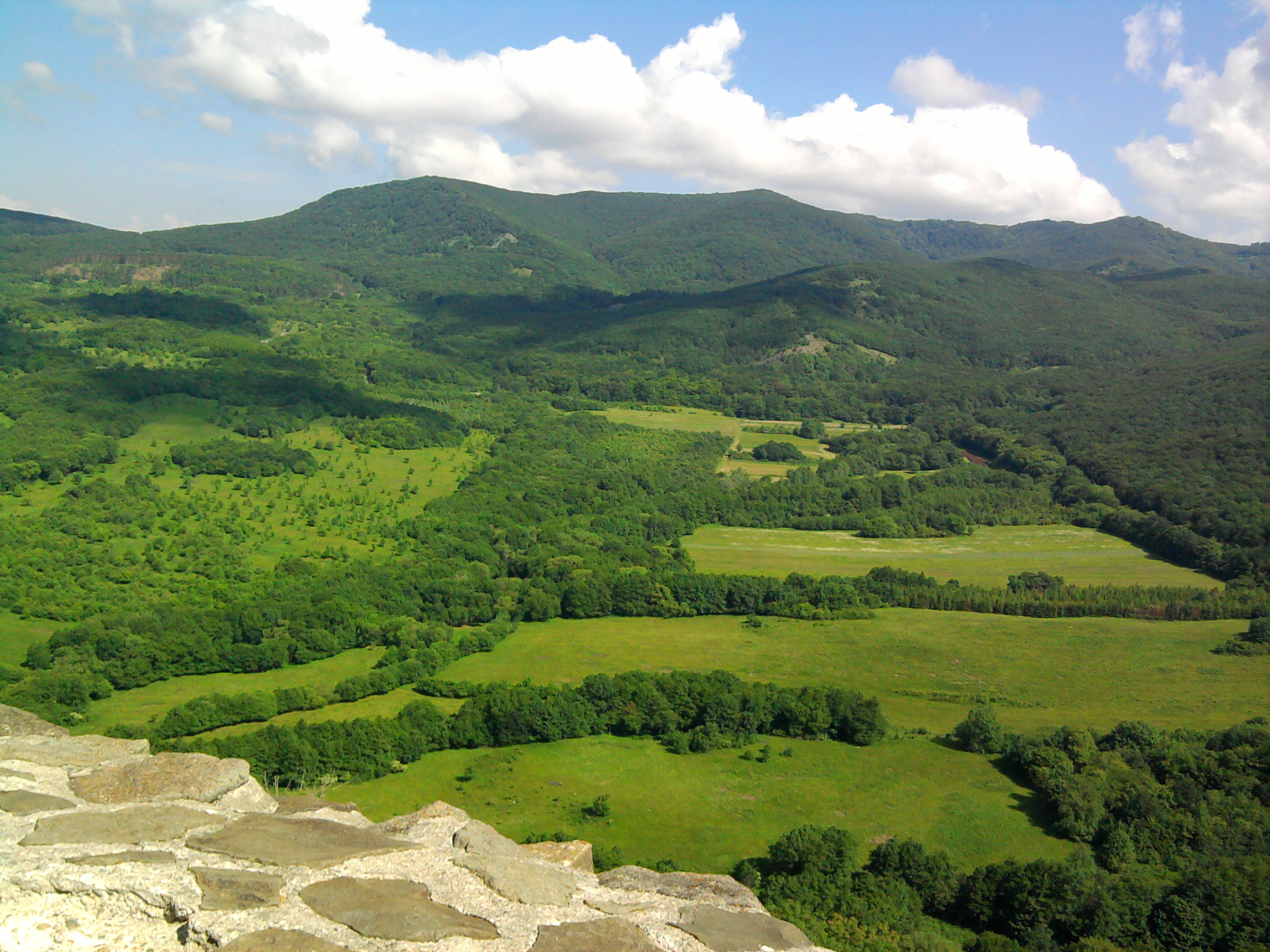
A Zempléni-hegység a füzéri várhegyről

A Zempléni Tájvédelmi Körzet területe 26 496 hektár, ebből fokozottan védett 2395 hektár. A Tájvédelmi körzet az Aggteleki Nemzeti Park Igazgatósága alá tartozik.

## Fekvése
A tájvédelmi körzet a Zempléni-hegység Makkoshotyka - Boldogkőváralja vonaltól északra eső területeinek két központi részét foglalja magába.

## Jellemzői
A vulkanikus eredetű Zempléni-hegység kisebb-nagyobb kúppá szelídült tűzhányók, keskeny völgyek, és üledékes kőzetek által fedett, alacsonyabb dombhátak változatos vidéke. A tájvédelmi körzet a hegység jól körülhatárolható három részéből a két zavartalanabb területen került kialakításra (északon, a Nagy-Milic környékén, valamint a hegység központi, háromhutai részén).
A hegység további geológiai érdekességei a több helyen is előforduló nagy kiterjedésű kőgörgetegek, amelyek az andezit évezredes aprózódásával jöttek létre, és alakulnak manapság is. Több helyen találkozhat a látogató a szél és az eső által pusztított, alakított 'kőszobrokkal' is, amelyek közül a legszebbek nevet is kaptak (pl. a Rákóczi-kő). A Zempléni-hegység geológiailag a Kárpátok északi vonulatának belső karéjához tartozik. A Kárpátokat idézik a meredek gerincek, a mély szurdokszerű völgyek, és a vulkáni működés nyomán létrejött kúpsorok csakúgy, mint a máig hatalmas kiterjedésű, egybefüggő – majdnem kilencven százalékos borítottságot adó – erdők.

## Növény- és állatvilág

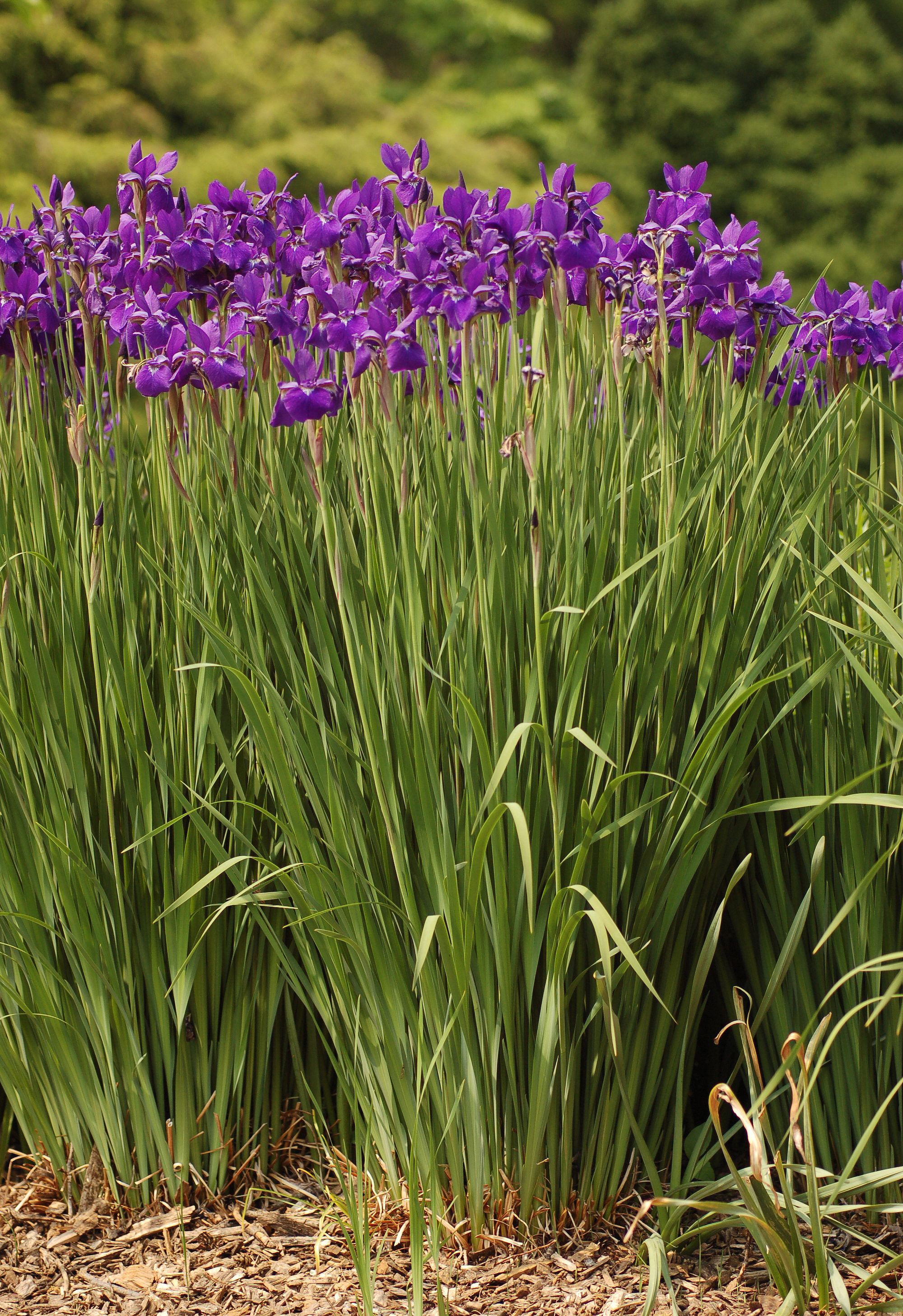
Szibériai nőszirom

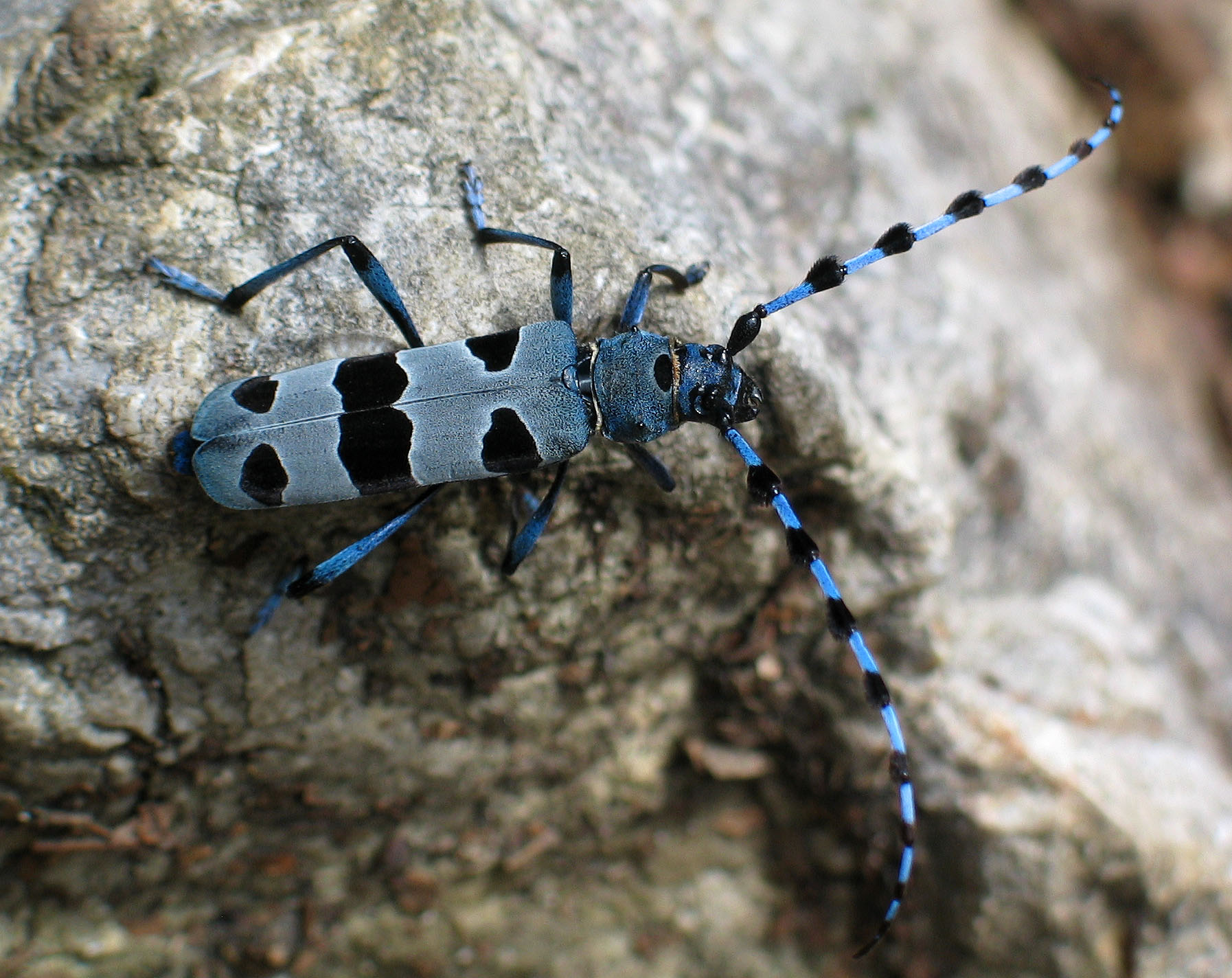
Havasi cincér

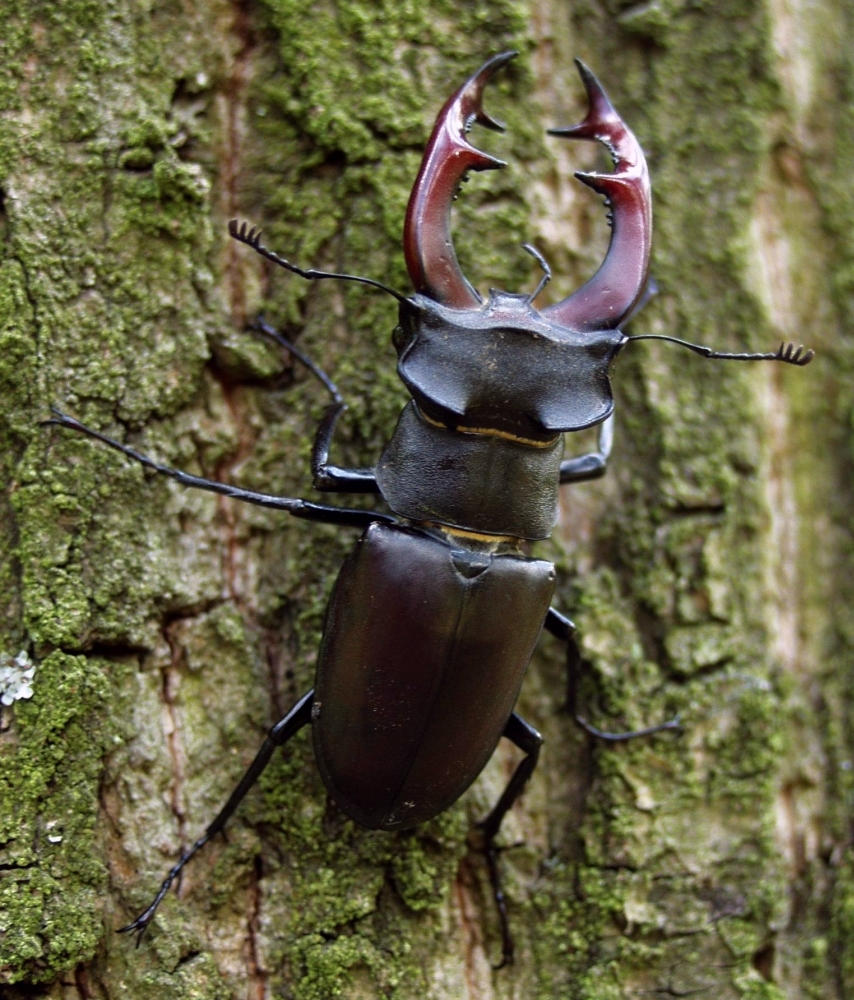
Nagy szarvasbogár

A Zemplén uralkodó erdőtípusai a gyertyános-tölgyesek, a bükk elegyes tölgyesek és a bükkösök. Az erdők között évszázadok folyamatos kaszálásával és legeltetésével fenntartott hegyi kaszálók és üde rétek húzódnak. A vékonyabb termőrétegű területeken hárs-kőris-berkenye sziklaerdők élnek, míg a meredekebb, kitettebb részek fátlan társulásait sziklagyepek alkotják. Sajnos a hegység több pontján is viszonylag nagy területeket foglalnak el a telepített, tájidegen fenyvesek. A dús vegetáció alapja a Kárpátokat előlegező hűvös, csapadékos éghajlat, a vízjárta völgyaljakban több helyen is találkozhatunk zsombékos láprétekkel (pl. a Mogyoróstetőn), égerláp foltokkal, szépséges nyíres-bükkös elegyerdőkkel, tőzegmohalápokkal (a legszebbek a Kemence-patak völgyében húzódnak).
A középkori irtásrétek rendkívül értékes lágyszárú flóráját a több mint tíz kosborfaj, a réti kardvirág és a szibériai nőszirom fémjelzi. A nagy kiterjedésű erdőkben több körtikefaj, bogláros szellőrózsa, és ikrás fogasír virít. A nedvesebb részeken gyakran összefüggő párnát alkotnak a ritka korpafűfajok. A szűk völgyek, szurdokerdő-társulások és mocsárrétek lakója a ritka struccpáfrány, a gyapjúsás, a mocsári nőszőfű, a tőzegmohás lápokban tőzegpáfrány él. A sor ellenkező oldalát, a száraz sziklagyepeket a hegyi kőtörőfű, a magyar kőhúr jellemzi, a sziklákon szirti sziklaiternye virít.
Az állatvilág leggazdagabb részét természetesen a rovarok alkotják, gyakori a szarvasbogár, az orrszarvúbogár, és több nagy növésű futóbogár (pl. havasi cincér). A Zemplénben viszonylag gyakran látni az egyébként ritka, igen szép, csillogó mélykék színű kék meztelencsigát. A terület madárvilága a zavartalanságnak köszönhetően, igen értékes. A gyakori fekete harkályon, zöld küllőn, macskabaglyon túl, rendszeresen költ a császármadár és a fekete gólya is, a patakvölgyekben több helyen fészkel a veszélyeztetett vízirigó. A védett ragadozómadarak közül a hegység belső, zárt erdőségeiben kerecsensólyom, uhu, parlagi- és szirti sas költ.

## Kulturális értékek
A hegység kultúr- és társadalomtörténeti értékei szintén nevezetesek. A hegységben több helyen is előkerültek a jól pattintható obszidiánból készült kőkorszaki eszközök. A tájhoz kultúrájával és életformájával tökéletesen alkalmazkodott ember néprajzi értékei szinte minden településen felismerhetők (érdemes sorra látogatni Regécet, Háromhutát vagy Mogyoróskát). A népi kultúra értékei mellett a tájvédelmi körzet határához közel, a Hernád völgyében található Vizsoly, ahol a Károli Gáspár által fordított Bibliát nyomtatták. A hegység területén található a porcelángyártásáról híres Hollóháza, ahol porcelánmúzeum avatja be az ide látogatót a gyártás titkaiba. Híresek a hegység Árpád-kori várai: a Füzéri vár, a Regéci Rákóczi vár, és a Boldogkői vár. A tájvédelmi körzet határától néhány kilométerre, a Bodrog partján, pedig a történelmi emlékekben gazdag Sárospatak várja a látogatót.

## Külső hivatkozások
- Az Aggteleki Nemzeti Park honlapja
- Az Aggteleki Nemzeti Park honlapja - a Zempléni TK leírása
- Zempléni Kalauz